# Plagiognathus suffuscipennis
Plagiognathus suffuscipennis är en insektsart som beskrevs av Knight 1923. Plagiognathus suffuscipennis ingår i släktet Plagiognathus och familjen ängsskinnbaggar. Inga underarter finns listade i Catalogue of Life.